# U-176 (tàu ngầm Đức)
U-176 là một tàu ngầm tấn công  Lớp Type IX thuộc phân lớp Type IXC được Hải quân Đức Quốc Xã chế tạo trong Chiến tranh Thế giới thứ hai. Nhập biên chế năm 1941, nó đã thực hiện được ba chuyến tuần tra và đánh chìm được mười một tàu buôn với tổng tải trọng 53.307 GRT. Trong chuyến tuần tra cuối cùng, U-176 bị tàu săn ngầm Cuba CS-13 đánh chìm trong eo biển Florida về phía Đông Bắc La Habana, Cuba vào ngày 15 tháng 5, 1943.

## Thiết kế và chế tạo

### Thiết kế
Thiết kế của tàu ngầm Type IXC có kích thước hơi nhỉnh hơn so với phân lớp Type IXB dẫn trước. Chúng có trọng lượng choán nước 1.120 t (1.100 tấn Anh) khi nổi và 1.232 t (1.213 tấn Anh) khi lặn. Con tàu có chiều dài chung 76,76 m (251 ft 10 in), lớp vỏ trong chịu áp lực dài 58,75 m (192 ft 9 in), mạn tàu rộng 6,76 m (22 ft 2 in), chiều cao 9,60 m (31 ft 6 in) và mớn nước 4,70 m (15 ft 5 in).
Chúng trang bị hai động cơ diesel MAN M 9 V 40/46 siêu tăng áp 9-xy lanh 4 thì, tổng công suất 4.400 PS (3.200 kW; 4.300 bhp), dẫn động hai trục chân vịt đường kính 1,92 m (6,3 ft), cho phép đạt tốc độ tối đa 18,3 kn (33,9 km/h), và tầm hoạt động tối đa 13.450 nmi (24.910 km) khi đi tốc độ đường trường 10 kn (19 km/h). Khi đi ngầm dưới nước, chúng sử dụng hai động cơ/máy phát điện Siemens-Schuckert 2 GU 345/34 tổng công suất 1.000 PS (740 kW; 990 shp). Tốc độ tối đa khi lặn là 7,3 kn (13,5 km/h), và tầm hoạt động 63 nmi (117 km) ở tốc độ 4 kn (7,4 km/h). Con tàu có khả năng lặn sâu đến 230 m (750 ft).
Vũ khí trang bị có sáu ống phóng ngư lôi 53,3 cm (21 in), bao gồm bốn ống trước mũi và hai ống phía đuôi, và mang theo tổng cộng 22 quả ngư lôi 53,3 cm (21 in). Tàu ngầm Type IX trang bị một hải pháo 10,5 cm (4,1 in) SK C/32 với 110 quả đạn, một pháo phòng không 3,7 cm (1,5 in) SK C/30 và hai pháo phòng không 2 cm (0,79 in) C/30. Thủy thủ đoàn bao gồm 4 sĩ quan và 44 thủy thủ.

### Chế tạo
U-176 được đặt hàng vào ngày 23 tháng 12, 1939, và được đặt lườn tại xưởng tàu AG Weser của hãng DeSchiMAG ở Bremen vào ngày 6 tháng 2, 1941. Nó được hạ thủy vào ngày 12 tháng 9, 1941, và nhập biên chế cùng Hải quân Đức Quốc Xã vào ngày 15 tháng 12, 1941 dưới quyền chỉ huy của Hạm trưởng, Đại úy Hải quân Reiner Dierksen.

## Lịch sử hoạt động
Sau khi hoàn tất việc chạy thử máy và huấn luyện trong thành phần Chi hạm đội U-boat 4, U-176 được điều sang Chi hạm đội U-boat 10 từ ngày 1 tháng 8, 1942 để hoạt động trên tuyến đầu cho đến khi bị mất.

### Chuyến tuần tra thứ nhất
U-176 xuất phát từ cảng Kiel, Đức vào ngày 21 tháng 7, 1942 cho chuyến tuần tra đầu tiên trong chiến tranh. Nó tiến ra Bắc Hải, rồi băng qua khe GI-UK giữa Iceland và quần đảo Faroe để vòng qua quần đảo Anh để hoạt động tại khu vực giữa Bắc Đại Tây Dương. Vào ngày 4 tháng 8, nó phóng hai quả ngư lôi đánh chìm chiếc tàu buôn Anh Richmond Castle 7.798 GRT ở vị trí về phía Đông Nam mũi Farewell, Greenland.
Đến ngày 7 tháng 8, U-176 tham gia cùng năm tàu U-boat khác trong thành phần bầy sói Steinbrinck để tấn công Đoàn tàu SC-94. Sang ngày hôm sau 8 tháng 8, U-176 phóng hai loạt hai quả ngư lôi tấn công đoàn tàu đối phương, đánh chìm các tàu chở hàng Anh Trehata 4.817 GRT và Kelso 3.956 GRT, cùng tàu chở hàng Hy Lạp Mount Kassion 7.914 GRT. Đến ngày 9 tháng 8, chiếc tàu ngầm tiếp tục đánh chìm chiếc tàu buôn Anh Radchurch 3.701 GRT cùng thuộc Đoàn tàu SC-94 nhưng đã bị bỏ lại từ ngày hôm trước. Thành phần hộ tống cho Đoàn tàu SC-94 sau đó được tăng cường thêm các tàu khu trục Anh HMS Broke và tàu khu trục Ba Lan ORP Błyskawica, cả hai đều có thiết bị định vị vô tuyến, nên đã ngăn chặn được các tàu U-boat tiếp cận tiếp tục tấn công.
Đến ngày 25 tháng 8, phối hợp cùng tàu ngầm U-438, U-176 phóng hai quả ngư lôi tấn công Đoàn tàu ON-122, đánh chìm được chiếc tàu buôn Anh Empire Breeze 7.457 GRT. Ngay sau đó chiếc U-boat phát hiện tàu khu trục HMS Viscount, và đến 02 giờ 12 phút đã phóng một quả ngư lôi tấn công nhưng không trúng đích. Chiếc tàu khu trục thả năm quả mìn sâu phản công, nhưng không thể gây hư hại cho U-176, và sau đó truy đuổi theo một mục tiêu khác là chiếc U-605 mới bị phát hiện. Đến 06 giờ 13 phút, ở phía cuối Đoàn tàu ON-122, U-176 lại bị Viscount phát hiện qua radar trong hoàn cảnh sương mù dày đặc. Viscount tiếp cận U-176 và nổ súng ở khoảng cách gần, nhưng các khẩu pháo không thể hạ đủ thấp trong khi chiếc U-boat lặn khẩn cấp né tránh với độ dốc 45 độ xuống đến độ sâu 120 m (390 ft). Năm quả mìn sâu do chiếc tàu khu trục thả xuống sau đó chỉ gây hư hại nhẹ cho U-176, và Viscount mất tín hiệu sonar của mục tiêu nên kết thúc đợt tấn công.
Chiếc U-boat kết thúc chuyến tuần tra, và quay trở về cảng Lorient bên bờ Đại Tây Dương của Pháp đã bị Đức chiếm đóng, đến nơi vào ngày 2 tháng 10.

### Chuyến tuần tra thứ hai
U-176 rời cảng Lorient vào ngày 9 tháng 11 cho chuyến tuần tra thứ hai; chiếc tàu ngầm hướng xuống phía Nam để hoạt động ngoải khơi Tây Phi và dọc theo bờ biển phía Đông Bắc của Brazil. Vào ngày 27 tháng 11, sau khi truy đuổi mục tiêu trong suốt 50 giờ, nó phóng ngư lôi đánh chìm chiếc tàu buôn Hà Lan Polydorus 5.922 GRT ở vị trí ngoài khơi Freetown, Sierra Leone. Đến ngày 13 tháng 12, U-176 đã chặn bắt, khám xét, rồi dùng chất nổ đánh chìm chiếc tàu buôn Thụy Điển Scania 1.629 GRT sau khi thủy thủ đoàn đã bỏ tàu, ở vị trí ngoài khơi mũi São Roque, Brazil. Sau đó vào ngày 16 tháng 12, đến lượt chiếc tàu buôn Anh Observer 5.188 GRT bị đánh chìm với hai quả ngư lôi ở vị trí khoảng 350 nmi (650 km) về phía Đông mũi São Roque.
Sang ngày hôm sau 17 tháng 12, đang khi đi ngầm ở vị trí ngoài khơi Recife, Brazil, U-176 bị một thủy phi cơ PBY Catalina thả ba quả bom tấn công, buộc nó phải trồi lên mặt nước và bị chiếc máy bay tiếp tục bắn phá trước khi có thể lặn xuống né tránh. Ắc-quy chiếc tàu ngầm bị hư hại làm giới hạn khả năng lặn, nên nó phải rút lui ra ngoài khơi để sửa chữa; công việc kéo dài mất hai ngày. Chiếc U-boat kết thúc chuyến tuần tra và quay trở về Lorient vào ngày 18 tháng 2, 1943.

### "Bầy sói" tham gia
U-176 từng tham gia hai bầy sói:
- Steinbrinck (5 – 11 tháng 8, 1942)
- Lohs (11 tháng 8 – 1 tháng 9, 1942)

### Tóm tắt chiến công
U-176 đã đánh chìm được mười một tàu buôn với tổng tải trọng 53.307 GRT:
| Ngày              | Tên tàu         | Quốc tịch      | Tải trọng | Số phận      |
| ----------------- | --------------- | -------------- | --------- | ------------ |
| 4 tháng 8, 1942   | Richmond Castle | United Kingdom | 7.798     | Bị đánh chìm |
| 8 tháng 8, 1942   | Kelso           | United Kingdom | 3.956     | Bị đánh chìm |
| 8 tháng 8, 1942   | Mount Kassion   | Greece         | 7.914     | Bị đánh chìm |
| 8 tháng 8, 1942   | Trehata         | United Kingdom | 4.817     | Bị đánh chìm |
| 9 tháng 8, 1942   | Radchurch       | United Kingdom | 3.701     | Bị đánh chìm |
| 25 tháng 8, 1942  | Empire Breeze   | United Kingdom | 7.457     | Bị đánh chìm |
| 27 tháng 11, 1942 | Polydorus       | Netherlands    | 5.922     | Bị đánh chìm |
| 13 tháng 12, 1942 | Scania          | Sweden         | 1.629     | Bị đánh chìm |
| 16 tháng 12, 1942 | Observer        | United Kingdom | 5.881     | Bị đánh chìm |
| 13 tháng 5, 1943  | Mambí           | Cuba           | 1.983     | Bị đánh chìm |
| 13 tháng 5, 1943  | Nickeliner      | United States  | 2.249     | Bị đánh chìm |